# Gonopteronia albopunctata
Gonopteronia albopunctata là một loài bướm đêm trong họ Noctuidae.